# Rancon
Rancon (tiếng Occitan: Rancom) là một xã của tỉnh Haute-Vienne, thuộc vùng Nouvelle-Aquitaine, miền trung nước Pháp.